# Takapoto
Ne doit pas être confondu avec Tatakoto.
Takapoto est un atoll situé dans l'archipel des Tuamotu en Polynésie française dans le sous-groupe des Îles du Roi Georges. Il dépend administrativement de la commune de Takaroa.

## Géographie

### Situation

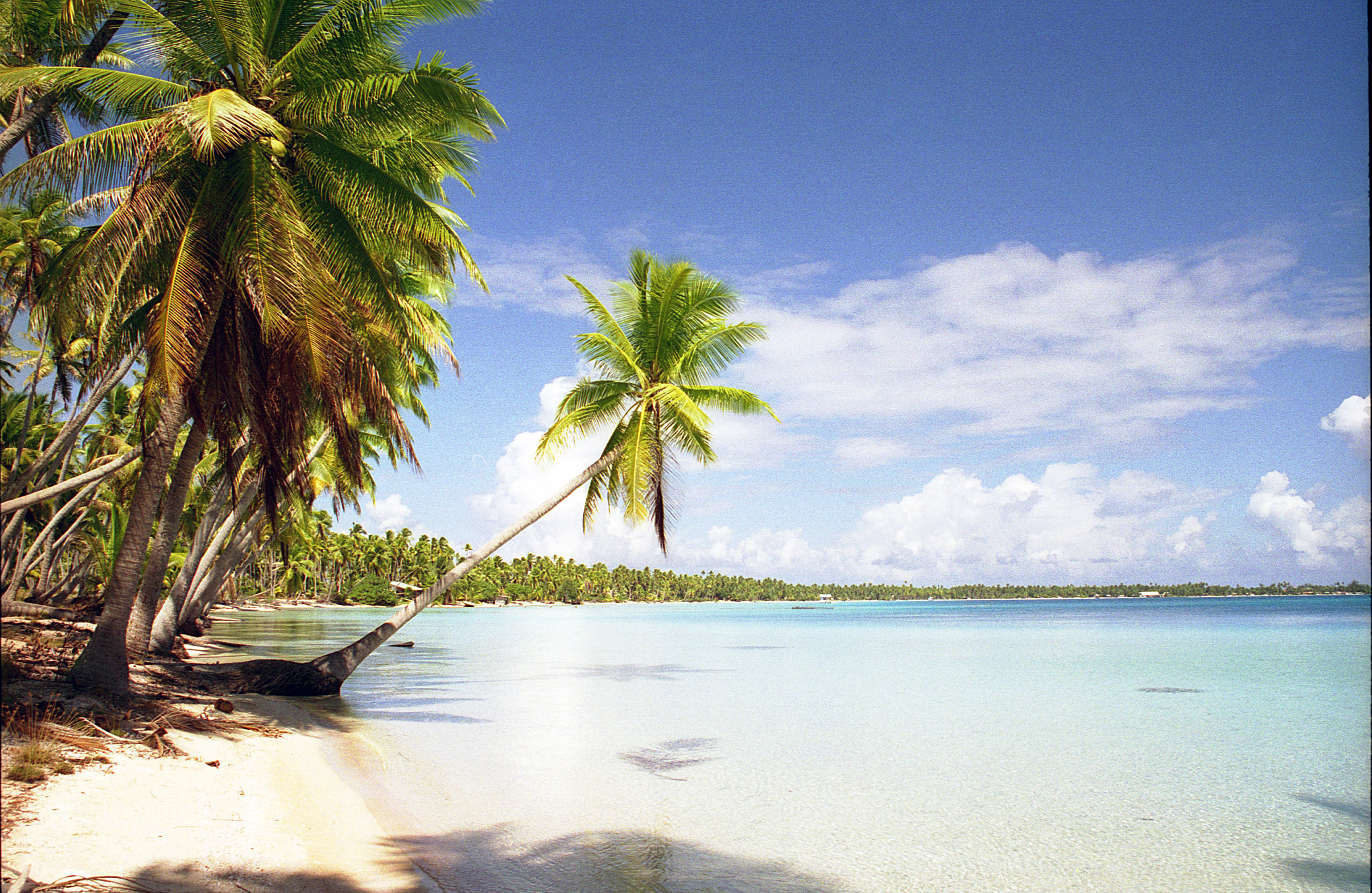
Vue du lagon de Takapoto.

Takapoto est située à 9 km au sud-ouest de Takaroa, l'île la plus proche, et à 538 km au nord-est de Tahiti. L'atoll est de forme ovale de 20 km de longueur et 6,7 km de largeur maximales pour une superficie de terres émergées de 15 km2. Son lagon, sans passe, mais accessible par un chenal très peu profond situé à l'est, couvre une superficie de 85 km2 et présente une légère hypersalinité.

### Géologie
D'un point de vue géologique, l'atoll est la très fine excroissance corallienne (de seulement quelques mètres) du sommet du mont volcanique sous-marin homonyme, qui mesure 2 780 mètres depuis le plancher océanique, formé il y a 55,5 à 58,2 millions d'années.

### Démographie
En 2017, la population totale de Takapoto est de 501 personnes, principalement regroupées dans le village de Fakatopatéré ; son évolution est la suivante :
| 309                                                     | 465 | 612 | 525 | 475 | 380 | 501 |
| Sources ISPF et Gouvernement de la Polynésie française. |     |     |     |     |     |     |

## Histoire

### Peuplement polynésien
Des séries de fouilles archéologiques ont mis au jour sur Takapoto, à proximité des maraes, la présence sur 45 000 m2 d'au moins 275 « fosses de culture » – creusées par des unités familiales de trois à quatre personnes pour atteindre l'humidité latente de la lentille des eaux des précipitations retenues dans le socle corallien où étaient déposés des branchages et des composts – destinées à la culture de différentes variétés de taros dont les tubercules, sources de féculents, étaient récoltés tous les six mois par les Polynésiens ayant peuplé l'atoll.

### Découverte par les Européens
La première mention attestée de l'atoll est faite par les explorateurs hollandais Willem Schouten et Jacob Le Maire le 14 avril 1616 qui le nomme Zondenground Eiland,. C'est au tour de leur compatriote Jakob Roggeveen de visiter l'atoll le 19 mai 1722 et de le nommer Schadelijk Eiland. John Byron l'accoste le 9 juin 1765 en le nommant Uia, puis c'est au tour de l'explorateur germano-balte Otto von Kotzebue de le faire le 22 avril 1816, suivi par Jules Dumont d'Urville lors de son expédition de circumnavigation en septembre 1838, et enfin par l'Américain Charles Wilkes lors de son expédition australe le 3 septembre 1839 qui le nomme King George Island.

### Période moderne
Au XIXe siècle, Takapoto devient un territoire français, peuplé d'environ 150 habitants, où se développe la production d'huile de coco (avec environ 10-12 tonneaux par an vers 1860). Au milieu du XIXe siècle, l'atoll est évangélisé avec la fondation de la paroisse Saint-Louis-de-Gonzague en 1857, rattachée au diocèse de Papetee.
En 1879, durant une période d'occupation anglaise, une petite prison est construite. En 1920, un phare est érigé par les habitants de l'atoll et est inauguré le 11 novembre 1922 en présence en l'administrateur colonial Ferrouce. La construction de l'église Saint-Louis-de-Gonzague est complétée en novembre 1944.
Takapoto a été frappé en 1982 et 1983 par deux cyclones qui ont fait d'importants dégâts sur les récifs orientaux de l'atoll.

## Économie
Historiquement l'atoll participait de manière notable à la production d'huîtres nacrières en Polynésie française qui, au début du XXe siècle, atteignait en moyenne 15 à 30 tonnes par an, une activité qui a fortement diminué depuis. Takapoto vit désormais essentiellement du tourisme et de la perliculture qui est autorisée sur 150 ha au Sud du lagon pour l'élevage et le greffage avec un maximum de 900 lignes de collectage du naissain. Une activité de pêche avec l'utilisation de parcs à poissons disposés dans les hoas est également pratiquée à Takapoto. Certaines familles pratiquent également la culture du coprah ce qui fournit des revenus d'appoints.
Depuis 1973, il possède un petit aérodrome – avec une piste de 950 m de longueur – situé au sud de l'atoll à la pointe Teumukuriri près du village de Fakatopatéré. Il accueille, en moyenne, environ 180 vols et 2 500 à 3 200 passagers par an, dont 10% en transit et favorise de manière notable le tourisme sur l'atoll.

## Faune et flore
La forêt de Takapoto est constituée de cocotiers et de Pisonia grandis. L'atoll héberge une population endémique de Rousserolles à long bec et de Ptilopes des Tuamotu. Le lagon possède des variétés de mollusques tels que Tridacna maxima, Pinctada margaritifera, Arca ventricosa et de Chama iostoma. À ce titre, il est classé comme conservatoire biologique de la plus haute importance par l'IUCN.